# عروسی ۷۷
عروسی ۷۷ یک مجموعه تلویزیونی محصول سال ۱۳۷۶ به کارگردانی مهرداد پوراحمد،  می‌باشد که از در نوروز ۷۷ شبکه یک پخش شد.

## بازیگران
- سعید امیرسلیمانی
- امیر بلکامه
- پروین‌دخت یزدانیان
- پریسا گل‌دوست
- جهانبخش سلطانی
- حمید جبلی
- رضا رفعتی
- زهرا برومند
- سعدی افشار
- سیدمحمد حسینی
- علی شریفیان
- کاظم افرندنیا
- محسن قاضی‌مرادی
- محمد صالح شیرازی
- محمود بهرامی
- مسعود زنجانی
- مهران غفوریان
- مهوش وقاری
- نعمت‌الله گرجی
- نیلوفر محمودی